# Erik Oxenstierna (1684–1760)
Erik Oxenstierna, född 7 februari 1684 i Risinge församling, Östergötlands län, död 4 februari 1760 i Stockholm, var en svensk friherre och ämbetsman.

## Biografi
Erik Oxenstierna föddes 1684 på Finspångs bruk i Risinge församling. Han var son till kammarherren Åke Oxenstierna och Jeanne Elisabet De Geer. Oxenstierna blev 5 november 1696 student vid Uppsala universitet och blev 29 april 1725 direktör över generalkrigsförrådskassan. Den 17 augusti 1727 fick han krigsråds karaktär och 2 december 1743 sade han upp sig från tjänsten som direktör. Han fick 8 maj 1747 landshövdings karaktär och utnämndes 26 september 1748 till RNO. Oxenstierna avled 1760 i Stockholm och begravdes bredvid sin fru i S:t Annakoret i Uppsala domkyrka.

### Egendom
Oxenstierna ägde gårdarna Lindö i Sankt Johannes socken, Burvik i Knutby socken, Kristineholm i Lohärads socken och Harg i Hargs socken.

### Familj
Oxenstierna gifte sig 21 november 1731 med Anna Magdalena Bonde (1705–1755), dotter av kaptenen Ulf Gustaf Bonde och friherrinnan Beata Kagg. De fick tillsammans barnen Beata Elisabet Oxenstierna (1735–1772) som var gift med majoren Rudolf Vilhelm Coyet och statskommissarien Johan Arndt von Post, överhovställmästaren Carl Oxenstierna (1737–1795) och överhovjägmästaren Axel Oxenstierna (1743–1816).